# Gampsocleis assoi
Gampsocleis assoi är en insektsart som beskrevs av Bolívar, I. 1900. Gampsocleis assoi ingår i släktet Gampsocleis och familjen vårtbitare. Inga underarter finns listade i Catalogue of Life.